# Imre Mikó
Imre Mikó, uneori Emmerich Mikó, (n. 4 septembrie 1805, Zăbala, Covasna  – d. 16 septembrie 1876, Cluj) a fost guvernator al Transilvaniei în anul 1849 și între anii 1860-1861.
Spre sfârșitul vieții și-a donat propria grădină orașului Cluj, pentru amenajarea unui parc public, denumit în maghiară Parcul Mikó, pe domeniul căruia se află în prezent sediul Facultății de Geografie a Universității Babeș-Bolyai.
Bustul său din parcul respectiv a fost lăsat în paragină și mascat după niște arbuști în timpul perioadei comuniste.
Casa contelui Mikó a devenit după moartea sa sediul unui institut botanic, iar grădina din jurul casei a constituit nucleul Grădinii Botanice din Cluj.
Este înmormântat în Cimitirul Hajongard. 
Colegiul Național „Székely Mikó” din Sfântu Gheorghe îi poartă numele.

## Galerie de imagini

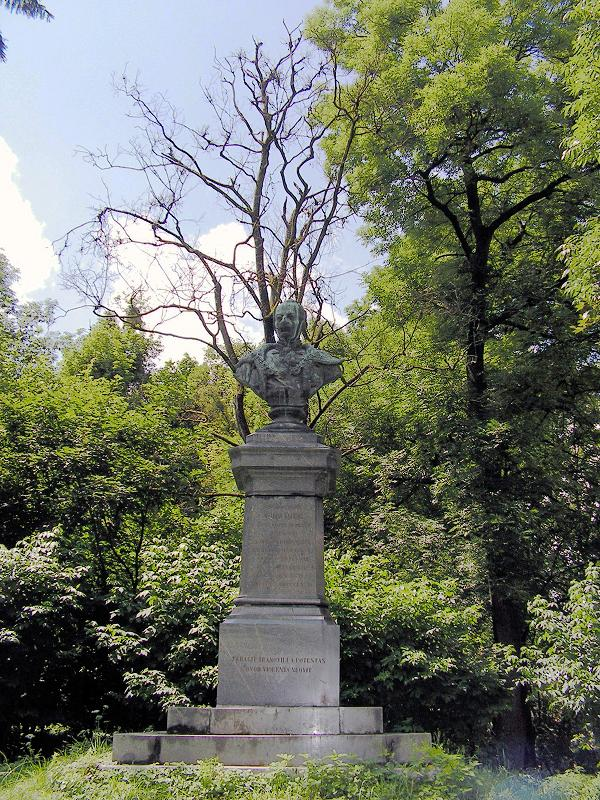
Bustul contelui Imre Mikó din Cluj
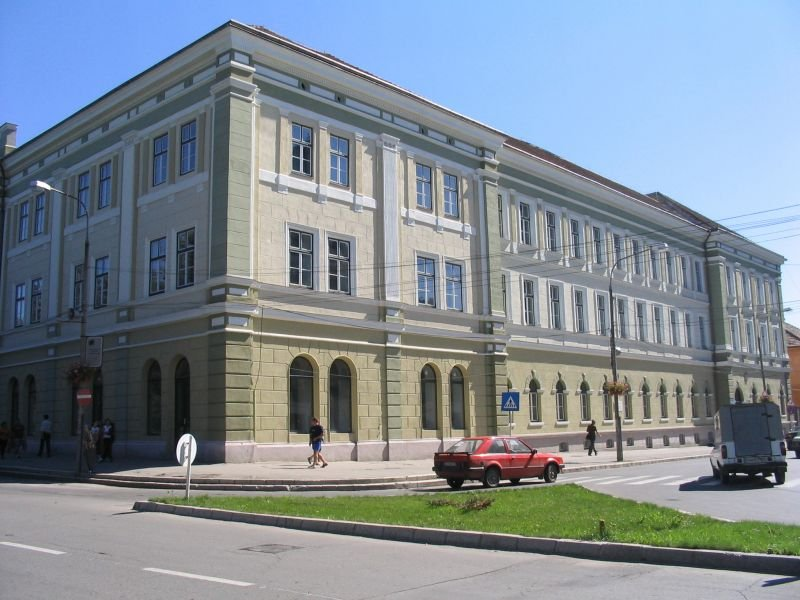
Colegiul Național „Székely Mikó” din Sfântu Gheorghe